# Briggsia speciosa
Briggsia speciosa är en tvåhjärtbladig växtart som först beskrevs av Hemsley, och fick sitt nu gällande namn av William Grant Craib. Briggsia speciosa ingår i släktet Briggsia och familjen Gesneriaceae. Inga underarter finns listade i Catalogue of Life.